# Открытая постановка

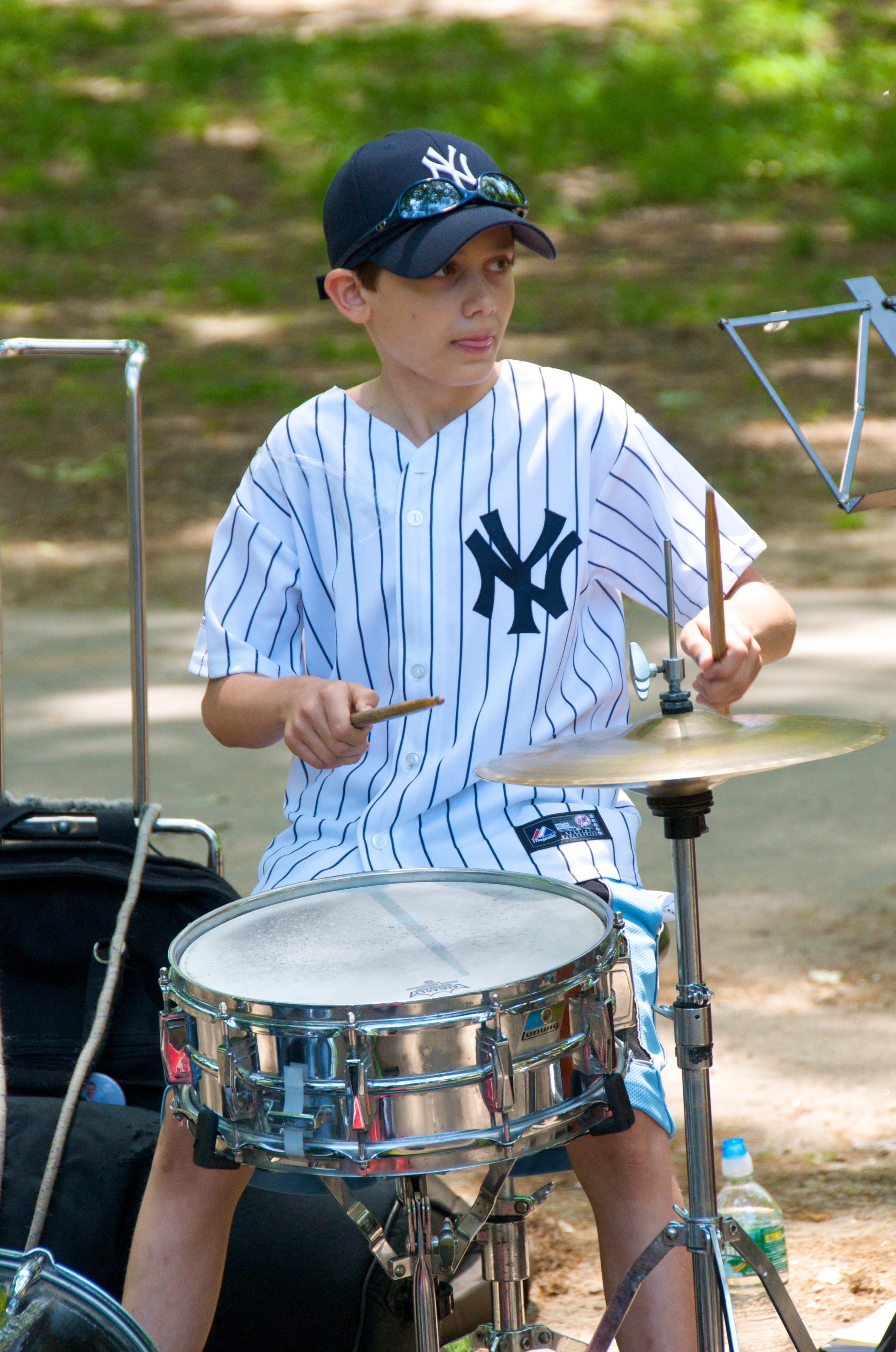
Барабанщик играет в парке, используя открытую постановку

Откры́тая постано́вка — метод игры на ударной установке, в котором руки, играющие на хай-хэте и малом барабане, не перекрещиваются.
Обычно ударник-правша играет на хай-хэте правой рукой и на малом барабане — левой, для этого при стандартной ударной установке требуется скрещивать руки. Вместо этого играющие в открытой постановке играют на хай-хэте левой рукой, а на малом барабане — правой.

## Особенности открытой постановки
Использование этой постановки даёт несколько преимуществ. Так как не надо часто перекрещивать руки, увеличивается их подвижность, игра со скрещенными руками неудобна некоторым ударникам. Эта постановка удобна для использования хай-хэта в заполнениях (fill).
Также, дети, не знакомые с ударными инструментами, пытаются играть именно в открытой постановке.
Открытая постановка облегчает использование левшами ударных установок правшей — вместо перемещения инструментов они играют в хай-хэт ведущей рукой.

## Изменения в ударной установке
При игре в открытой постановке часто перемещают хай-хэт слева направо или ставят направо дополнительный. Также при такой постановке хай-хэт обычно расположен ниже, чем в стандартной.

## Ударники, использующие открытую постановку
- Кенни Аронофф
- Картер Бьюфорд
- Майк Бордин
- Дэвид Бакнер
- Билли Кобэм
- Джимми Копли
- Шон Дровер
- Джош Эппард
- Дом Фамуларо
- Джин Хоглан
- Бобби Джарзомбек
- Мика Карппинен
- Джон Киффмейер
- Майк Манджини
- Марко Миннеманн
- Саймон Филлипс
- Крис Слейд
- Скотт Трэвис
- Стив Аптон
- Майкл Урбано
- Ленни Уайт
- Деннис Уилсон
- Нил Сандерсон
- Томас, Майкл
- Кристоф Шнайдер
- Патрик Килер